# (11492) Shimose
(11492) Shimose est un astéroïde de la ceinture principale.

## Description
(11492) Shimose est un astéroïde de la ceinture principale. Il fut découvert le 13 novembre 1988 à Kitami par Kin Endate et Kazuro Watanabe. Il présente une orbite caractérisée par un demi-grand axe de 2,41 UA, une excentricité de 0,20 et une inclinaison de 2,3° par rapport à l'écliptique.

## Compléments